# Tipula gelensis
Tipula gelensis är en tvåvingeart som beskrevs av Loi 1971. Tipula gelensis ingår i släktet Tipula och familjen storharkrankar. Inga underarter finns listade i Catalogue of Life.